# Бронська сільська рада
Бро́нська сільська́ ра́да — колишній орган місцевого самоврядування в Березнівському районі Рівненської області. Адміністративний центр — село Бронне.

## Загальні відомості
- Бронська сільська рада утворена в 1939 році.
- Територія ради: 37,5 км²
- Населення ради: 914 особи (станом на 2001 рік)

## Населені пункти
Сільській раді були підпорядковані населені пункти:
- с. Бронне

## Склад ради
Рада складалася з 14 депутатів та голови.
- Голова ради: Василець Леонід Павлович
- Секретар ради: Миронець Світлана Володимирівна

### Керівний склад попередніх скликань
| ПІБ                      | Основні відомості                                                                     | Дата обрання | Дата звільнення |
| ------------------------ | ------------------------------------------------------------------------------------- | ------------ | --------------- |
| Василець Леонід Павлович | Сільський голова, 1955 року народження, освіта вища, член Української Народної Партії | 26.03.2006   | 31.10.2010      |
| Василець Леонід Павлович | Сільський голова, 1955 року народження, освіта вища, член Української Народної Партії | 31.10.2010   |                 |

Примітка: таблиця складена за даними сайту Верховної Ради України